# Naropna
Naropna – wieś w Polsce położona w województwie łódzkim, w powiecie tomaszowskim, w gminie Żelechlinek.
Wieś szlachecka położona była w drugiej połowie XVI wieku w powiecie rawskim ziemi rawskiej województwa rawskiego.
W latach 1954–1959 wieś należała i była siedzibą władz gromady Naropna, po jej zniesieniu w gromadzie Żelechlinek. W latach 1975–1998 miejscowość administracyjnie należała do województwa piotrkowskiego.
Liczba mieszkańców we wsi Naropna w roku 2011 wynosiła 99. 